# Hanmoodo
Han Moo Do är en kampsport utvecklad i Korea. Ordet hanmoodo är koreanska och betyder "den koreanska kampsportens väg (korealaisen taistelutaidon tie)." Hanmoodo kallas också för ChiWooDo. Kampsporten grundar sig på över 2000 år gamla kampsporter. Hanmoodo i sig är en relativt ny sport, den fick genom grundaren Young Suk (8. dan) sin början på en liten ort kallad Kauhava år 1989 i Finland. Därifrån spred sig sporten norrut mot Lappland och sakta men säkert till södra Finland och övriga norden. Hanmoodo innefattar förutom sparkar, självförsvar och olika kontratekniker också många vapentekniker, så som nunchaku, käpp och svärd. God fysisk kondition samt moo do-tänkande värdesätts högt inom sporten. För att nå de högre bältena krävs att du klarar av olika slags bältesprov samt att du visar upp ett beteende som går i enighet med moo do-tänkandet. Moo do-tänkandet innefattar en positiv livsstil, vänlighet samt flexibilitet. Dessa värden skall upprätthållas också utanför träningssalen. Inom Hanmoodo kan man tävla i så väl förutom sparring också självförsvarstekniker, specialsparkar, vapentekniker m.m. De största tävlingarna som hålls årligen är "Hanmoodon kansalliset kilpailut" dvs nationaltävlingarna i Finland samt Finlandsmästerskapstävlingarna.
Bältena kommer i ordningen: Vit (10 kup), Gul (9 kup), Grön (8kup), Orange (7 kup), Lila (6 kup), Blå (5 kup), Röd (4 kup), Brun (3-2-1-0 kup) och Svart (1-10 Dan). De olika bältena har en symbolisk mening. Bland annat talar vit om renhet samt födelse, grön om växande styrka, orange om soluppgång, blå om strävan mot himmelen, röd om solnedgång och svart om pånyttfödelse.
Kampsporterna grundar sig på människans önskan om att kunna skydda sig själv. Hanmoodo försöker dock visa att man skall möta kraft inte med styrka utan med mjukhet.